# 3149 Okudzhava
3149 Okudzhava (1981 SH) là một tiểu hành tinh vành đai chính được phát hiện ngày 22 tháng 9 năm 1981 bởi Z. Vavrova ở Đài thiên văn Kleť.